# Saint-Michel (Pirenéus Atlânticos)
Saint-Michel é uma comuna francesa na região administrativa da Nova Aquitânia, no departamento dos Pirenéus Atlânticos. Estende-se por uma área de 30,67 km². Em 2010 a comuna tinha 300 habitantes (densidade: 9,8 hab./km²).